# Хербертинген
Хербертинген (нем. Herbertingen) — община в Германии, в земле Баден-Вюртемберг. 
Подчиняется административному округу Тюбинген. Входит в состав района Зигмаринген.  Население составляет 4855 человек (на 31 декабря 2010 года). Занимает площадь 38,64 км².
Железнодорожный узел Ульм — Зигмаринген, Аулендорф — Зигмаринген.  В черте населённого пункта две железнодорожные станции: Хербертинген и  Хербертинген-Орт.
Коммуна подразделяется на 4 сельских округа.